# Vlag van Genève
De vlag van Genève is een officieel symbool van de stad Genève en van het gelijknamige kanton in Zwitserland. De vlag is vierkant en is in twee helften verdeeld. Beide helften zijn afkomstig van een andere vlag, dus wordt de vlag gevormd door twee in elkaar geschoven vlaggen. De linkerhelft van de vlag toont de linkerhelft van de adelaar die op de vlag van het Heilige Roomse Rijk stond. Deze adelaar symboliseert voornaamheid, rechtvaardigheid en bescherming. De rechterhelft van de vlag toont de sleutel van Petrus, die ook op de vlag van Obwalden en de vlag van Nidwalden staat. Deze sleutel is afkomstig van de vlag van het oude bisdom van Genève, die bestond uit twee gouden sleutels op een rode achtergrond. De twee vlaggen zijn in de 15e eeuw ineen geschoven om zowel de status als vrije stad binnen het keizerrijk als die van soeverein bisdom uit te drukken.